# Liste der Sprachen von Äthiopien
Die Liste der Sprachen von Äthiopien führt die etwa 80 Sprachen auf, die im nordostafrikanischen Äthiopien gesprochen werden, und gibt Erläuterungen zur Bedeutung einzelner Sprachen in Politik und Unterricht.

## Bedeutung einzelner Sprachen
Wie in nahezu allen afrikanischen Staaten ist die Frage nach der Zahl der Sprecher einzelner Sprachen ein Politikum und die Angaben dazu sind teilweise umstritten. So ist Äthiopiens Amtssprache auf der Bundesebene das zu den Äthiosemitischen Sprachen zählende Amharisch, das von etwa 20 Mio. Menschen als Muttersprache und von weiteren 4 Mio. Äthiopiern als Zweitsprache gesprochen wird. Die Sprache mit den meisten Sprechern ist dagegen das kuschitische Oromo mit ca. 25,5 Mio. Sprechern. Andere Sprachen, wie etwa die Sprache der Kwama, werden nur von wenigen Zehntausend Menschen gesprochen.
Die Grenzen einzelner Bundesstaaten wurden entlang von Sprachgrenzen gezogen und hier dienen die regionalen Sprachen Oromo, Tigrinya, Somali, Afar und Harari als Arbeitssprache der Behörden; Amharisch ist neben der Region Amhara auch in den ethnisch und sprachlich gemischten Regionen Gambela, Benishangul-Gumuz und in der Region der südlichen Nationen, Nationalitäten und Völker Arbeitssprache. Englisch ist die Unterrichtssprache in den weiterführenden Schulen. Weitere Sprachen wie Sidama und Kafficho werden lokal in den Grundschulen verwendet.
2020 beschloss das Kabinett die Zulassung von Oromo, Tigrinya, Somali und Afar als weitere Amtssprachen auf Bundesebene.
Die Sprachen Äthiopiens gehören zwei großen Sprachfamilien an: dem Afroasiatischen (früher Semito-Hamitisch genannt) und dem Nilo-Saharanischen. Dabei entfallen fast 99 % auf das Afroasiatische, das in Äthiopien mit seinen Zweigen Semitisch (vorwiegend in der nördlichen Hälfte des Landes), Omotisch (im Südwesten) und Kuschitisch (im Süden, Westen und Osten) vertreten ist. Die Nilo-Saharanischen Sprachen (im Westen Äthiopiens, mit den Zweigen Nilotisch, Surmisch und Komuz) machen nur zwischen 500.000 und 1 Million Sprecher aus. 
Die Äthiopische Gebärdensprache ist durch die American Sign Language beeinflusst, die der Familie Französischen Gebärdensprachen zugehörig ist. Beherrscht wird diese Gebärdensprache geschätzt zwischen 250.000 und 1 Million Menschen. Sie ist bezüglich Grammatik und Lexeme teilweise von der amharischen Sprache beeinflusst worden.

## A
- Aari (Andere Bezeichnungen: Shankella, Ari, Ara, Aro, Aarai, „Shankilla“, „Shankillinya“, „Shankilligna“)
Dialekte: Gozza, Bako (Baco), Biyo (Bio), Galila, Laydo, Seyki, Shangama, Sido, Wubahamer (Ubamer), Zeddo.

- Aderi  siehe Harari (unten)

- Afar (Andere Bezeichnungen: Afaraf, „Danakil“, „Denkel“)
 Dialekte: Northern Afar, Central Afar, Aussa, Baadu (BaClassification: Afro-Asiatic, Cushitic, East, Saho-Afar)

- Awngi

- Alaba (Andere Bezeichnungen: Allaaba, Halaba)

- Altäthiopisch, heute Liturgiesprache der Orthodoxen Kirche Äthiopiens

- Amharisch (Andere Bezeichnungen: Amarəñña, Amarinya, Amarigna)
 Dialekte (Grobgliederung): Addis Abeba, Shewa, Wollo, Gojjam, Gondar

- Anfillo

- Anyua (Andere Bezeichnungen: Anuak, Anyuak, Anywa, Anywak, Yambo, Jambo, Yembo, Bar, Burjin, Miroy, Moojanga, Nuro)
Dialekte: Adoyo, Coro, Lul, Opëno.

- Arbore (Andere Bezeichnungen: Arbora, Erbore, Irbore)

- Argobba
 Dialekte: Aliyu Amba, Harar, Shonke

- Arabisch (religiöse Sprache der Muslime, wird auch von arabischen Einwanderern gesprochen, teilweise im Handel verwendet)

- Äthiopische Gebärdensprache (für Gehörlose)

## B
- Bambassi (Andere Bezeichnungen: Bambeshi, Siggoyo, Amam, Fadiro, Northern Mao, Didessa)
Dialekte: Kere, Bambassi

- Basketo (Andere Bezeichnungen: Basketto, Baskatta, Mesketo)

- Bayso (Andere Bezeichnungen: Baiso, Alkali)

- Bench (Andere Bezeichnungen: Gimira, Ghimarra, Gimarra, Dizu)
Dialekte: Bench (Bencho, Benesho), Mer (Mieru), She (Sce, Kaba)

- Berta (Andere Bezeichnungen: Beni Shangul, Bertha, Barta, Burta, Wetawit, Jebelawi)
Dialekte: Shuru, Bake, Undu, Mayu, Fadashi, Dabuso, Gobato.

- Birale (Andere Bezeichnungen: Ongota, Birelle, Ifa'ongota, "Shanqilla"), aussterbend

- Boro (Andere Bezeichnungen: Bworo, Shinasha, Scinacia)
Dialekte: Amuru, Wembera, Gamila, Guba.

- Burji (Andere Bezeichnungen: Bambala, Bembala, Daashi)

- Bussa (Andere Bezeichnungen: Dobase, D'oopace, D'opaasunte, Lohu, Mashile, Mashelle, Masholle, Mosiye, Musiye, Gobeze, Gowase, Goraze, Orase)

## C
- Chaha
- Chara (Andere Bezeichnungen:Ciara)

## D
- Dassanetch (Andere Bezeichnungen: Daasanach, Dasenech, Daasanech, Dathanaik, Dathanaic, Dathanik, Gheleba, Geleba, Geleb, Gelebinya, Gallab, Galuba, Gelab, Gelubba, Dama, Marille, Merile, Merille, Morille, Reshiat, Russia, "Shangilla")

- Dime (Andere Bezeichnungen: Dima)

- Dirasha (Andere Bezeichnungen: Dhirasha, Diraasha, Dirayta, Gardulla, Ghidole, Gidole)

- Dizi (Andere Bezeichnungen: Maji, Dizi-Maji, Sizi, Twoyu) Dialekte: Verwandt mit Sheko, Nayi.

- Dorze

## E
- Englisch  (zweite Arbeitssprache auf Bundesebene, Unterrichtssprache in Oberschulen und in Universitäten)

- Ezha

## G
- Gafat (gilt als ausgestorben)

- Gamo-Gofa-Dawro
Dialekte: Gamo (Gemu), Gofa (Goffa), Dawro (Dauro, Kullo, Cullo, Ometay).

- Ganza (Andere Bezeichnungen: Ganzo, Koma)

- Gawwada (Andere Bezeichnungen: Gauwada, Gawata, Kawwad'a, Kawwada)
Dialekte: Dihina (Tihina, Tihinte), Gergere (K'ark'arte), Gobeze, Gollango (Kollanko), Gorose (Gorrose, Korrose), Harso (Worase)

- Ge’ez Eigenbezeichnung für Altäthiopisch

- Gedeo (Andere Bezeichnungen: Geddeo, Deresa, Derasa, Darasa, Derasanya, Darassa)

- Goggot (Andere Bezeichnungen: Gogot, Dobbi)

- Gumer (Andere Bezeichnungen: Gumär, Gwämarä, Gomarä)

- Gura

- Gumuz (Andere Bezeichnungen: Bega-Tse, Sigumza, Gumuzinya, Gumis, Gombo, Mendeya, "Shankillinya", "Shankilligna", "Shanqilla", Debatsa, Debuga, Dehenda, Bega)
Dialekte: Guba, Wenbera, Sirba, Agalo, Yaso, Mandura, Dibate, Metemma.

- Gyeto (Andere Bezeichnung: Gyeta)

## H
- Hadiyya (Andere Bezeichnungen: Adiya, Adiye, Hadiya, Hadya, Adea, Hadia)
Dialekte: Leemo, Soro

- Hamer-Banna (Andere Bezeichnungen: Hamar-Koke, Hammercoche, Amarcocche, Cocche, Beshada, Hamer, Hammer, Hamar, Amer, Amar, Ammar, Banna, Bana, Kara Kerre)

- Harari  (Andere Bezeichnungen: Aderi, Adare, Adere, Aderinya, Adarinnya, Hararri, Gey Sinan)

- Hozo (Andere Bezeichnungen: Begi-Mao)

## I
- Inor (Andere Bezeichnungen: Ennemor)
Dialekte: Endegeñ (Enner)

- Italienisch (wird noch von einigen in Äthiopien lebenden Italienern gesprochen, außerdem haben noch einige ältere Äthiopier Kenntnisse in der Sprache)

## K
- Kachama-Ganjule (Andere Bezeichnungen: Gats'ame, Get'eme, Gatame)
Dialekte: Ganjule (Ganjawle), Ganta, Kachama

- Kacipo-Balesi
Dialekte: Balesi (Baale, Bale), Zilmamu (Silmamo, Zelmamu, Zulmamu, Tsilmano), Kacipo (Kachepo, Suri, Western Suri)

- Kaffa (Andere Bezeichnungen: Kaficho, Kefa, Keffa, Kafa, Caffino, Manjo)
Dialekte: Kafa, Bosha (Garo)

- Kambaata (Andere Bezeichnungen: Kambatta, Kambata, Kembata, Kemata, Kambara, Donga.
Dialekte: Tambaro, Timbaro (Timbara, Timbaaro))

- Kara (Andere Bezeichnungen: Kerre, Cherre, Kere)

- Kistane (Andere Bezeichnungen: Soddo, Soddo Gurage, North Gurage)
Dialekte: Soddo (Aymallal, Aymellel, Kestane, Kistane), Dobi (Dobbi, Gogot, Goggot)

- Komo (Andere Bezeichnungen: Madiin, Koma, South Koma, Central Koma)
Dialekte: Koma of Begi, Koma of Daga

- Konso (Andere Bezeichnungen: Komso, Conso, Gato, Af-Kareti, Karate, Kareti)

- Koorete (Andere Bezeichnungen: Amarro, Amaarro, Badittu, Nuna, Koyra, Koore, Kwera)

- Kunfel (Andere Bezeichnungen: Kunfäl, Kunfal, Kumfel, Kunefel)

- Kwama (Andere Bezeichnungen: Takwama, Gwama, Goma, Gogwama, Koma of Asosa, North Koma, Nokanoka, Afan Mao, Amam, T'wa Kwama)

- Kwegu (Andere Bezeichnungen: Koegu, Kwegi, Bacha, Menja, Nidi)
Dialekte: Yidinich (Yidinit, Yidi), Muguji

## K’
- K’abeena (Andere Bezeichnungen: Qebena (Qabena, Kebena))

- K’imant (Andere Bezeichnungen: West-Agau, Kimanteney, Western Agaw)
Dialekte: Qimant (Kemant, Kimant, Kemanat, Kamant, Chemant, Qemant), Dembiya (Dembya, Dambya), Hwarasa (Qwara, Qwarina, "Kara"), Kayla, Semyen, Achpar, Kwolasa (Kwolacha).

## L
- Libido (Andere Bezeichnungen: Maraqo, Marako)

## M
- Majang (Andere Bezeichnungen: Mesengo, Masongo, Masango, Majanjiro, Tama, Ojanjur, Ajo, Ato Majang, Ato Majanger-Onk)

- Male

- Mäsmäs

- Me’en (Andere Bezeichnungen: Mekan, Mie'en, Mieken, Meqan, Men)
Dialekte: Bodi (Podi), Tishena (Teshina, Teshenna)

- Melo (Andere Bezeichnungen: Malo)

- Mesqan (Andere Bezeichnungen: Mäsqän, Masqan, Meskan)

- Murle (Andere Bezeichnungen: Murele, Merule, Mourle, Murule, Beir, Ajibba)
Dialekte: Olam (Ngalam, Bangalam)

- Mursi (Andere Bezeichnungen: Murzi, Murzu, Merdu, Meritu, Dama)

## N
- Nayi (Andere Bezeichnungen: Na’o, Nao)

- Nuer (Andere Bezeichnungen: Naath)
Dialekte: Eastern Nuer (Ji, Kany, Jikany, Door, Abigar)

- Nyangatom (Andere Bezeichnungen: Inyangatom, Donyiro, Dongiro, Idongiro)

## O
- Ongota, aussterbend

- Opuuo (Andere Bezeichnungen: Opo-Shita, Opo, Opuo, Cita, Ciita, Shita, Shiita, Ansita, Kina, Kwina, "Langa")

- Oromo (Andere Bezeichnungen: Afan Oromo, Oromifa, Southern Oromo, "Galla", "Gallinya", "Galligna")
Dialekte: Borana (Boran, Borena), Arsi (Arussi, Arusi), Guji (Gujji, Jemjem), Kereyu, Salale (Selale), Gabra (Gabbra, Gebra)

- Oyda (Oyeda)

## S
- Saho (Andere Bezeichnungen: Sao, Shaho, Shoho, Shiho)
Dialekte: Irob.

- Sebat Bet Gurage (Andere Bezeichnungen: Central West Gurage, West Gurage, Guragie, Gouraghie, Gurague)
Dialekte: Chaha (Cheha), Ezha (Eza, Izha), Gumer (Gʷəmarə, Gwemarra), Gura, Gyeto, Muher

- Seze (Andere Bezeichnungen:Sezo)

- Shabo (Andere Bezeichnungen: Shako, "Mekeyer", "Mikeyir", "Mikair")

- Shekkacho (Andere Bezeichnungen: Mocha, Shakacho, Shekka)

- Sheko (Andere Bezeichnungen: Shekko, Shekka, Tschako, Shako, Shak)
Dialekte: Dorsha, Bulla (Daan, Dan, Daanyir)

- Sidama (Andere Bezeichnungen: Sidámo 'Afó, Sidamo, Sidaminya)

- Silt’e (Andere Bezeichnungen: East Gurage, Selti, Silti)
Dialekte: Enneqor (Inneqor), Ulbarag (Urbareg), Wolane (Walane)

- Somali (Andere Bezeichnungen: Standard Somali, Common Somali)

- Surma (Andere Bezeichnungen: Suri, Shuri, Churi, Dhuri, Shuro, Eastern Suri)
Dialekte: Tirma (Tirima, Terema, Terna, Dirma, Cirma, Tirmaga, Tirmagi, Tid), Chai (Cai, Caci)

## T
- Tigrinya (Sprache) (Andere Schreibungen: Tigrinja, Tigrigna, Tigrinya, deutsch auch Tigrinisch)

- Tsamay (Andere Bezeichnungen: Ts’amay, S’amai, Tamaha, Tsamako, Tsamakko, Bago S’aamakk-Ulo, Kuile, Kule, Cule)

- Turkana

## U
- Uduk (Andere Bezeichnungen: Twampa, Kwanim Pa, Burun, Kebeirka, Othan, Korara, Kumus)

## W
- Wolaytta (Andere Bezeichnungen: Wellamo, Welamo, Wollamo, Wallamo, Walamo, Ualamo, Uollamo, Wolaitta, Wolaita, Wolayta, Wolataita, Borodda, Uba, Ometo)
Dialekte: Zala. Dorze, Melo, Oyda may be dialects of Wolaytta or of Gamo-Gofa-Dawro

## X
- Xamtanga (Andere Bezeichnungen: Khamtanga, Simt’anga, Agawinya, Xamta, Xamir)

## Y
- Yem (Andere Bezeichnungen: Yemsa, "Janjerinya", "Janjor", "Yangaro", "Zinjero")
Dialekte: Fuga of Jimma, Toba

## Z
- Zay (Andere Bezeichnungen: Zway, Lak’i, Laqi, Gelilla)

- Zayse-Zergulla (Andere Bezeichnungen: Zaysse)
Dialekte: Zergulla (Zergullinya), Zayse